# Polypedilum stephani
Polypedilum stephani är en tvåvingeart som beskrevs av Lehmann 1981. Polypedilum stephani ingår i släktet Polypedilum och familjen fjädermyggor.
Artens utbredningsområde är Kongo. Inga underarter finns listade i Catalogue of Life.